# Christian Yaipén
Christian Johan Yaipén Quesquén(Miraflores, Lima; 19 de enero de 1994) es un cantante e ingeniero de sonido peruano, vocalista principal de la banda de cumbia peruana Grupo 5. Es el hijo del fallecido cantante Élmer Yaipén Uypán.
En 2020, la revista musical Billboard lo incluyó en una lista como un «artista de la nueva generación» entre las personas que mantienen en vigencia el género de la cumbia peruana en el ámbito internacional.

## Biografía

### Primeros años
Hijo del difunto cantante Elmer Yaipén Uypán —fundador de Grupo 5, banda de cumbia y merengue que actualmente integra— y María Elena Quesquén, es el menor de 6 hermanos, entre ellos Andy Yaipén y Elmer «Chico» Yaipén, quienes también trabajan en el dicho conjunto musical.
Nació el 19 de enero de 1994 en Miraflores, distrito de la provincia de Lima; bajo el nombre completo de Christian Johan Yaipén Quesquén. Durante sus primeros años, acompañó a las presentaciones de la agrupación musical cuando su padre estaba cantando. A los cinco años, quedaría huérfano cuando su progenitor fallece en un accidente automovilístico en el año 1999. Poco después participó en un concurso de canto de su zona. Cursó la primaria y secundaria en los colegios Pestalozzi y San Agustín en su distrito.[cita requerida]

### Grupo 5
Yaipén comienza su carrera artística a los catorce años como artista recurrente en la agrupación musical familiar en 2008, donde se desempeñó como corista y bailarín, para luego debutar como director de la orquesta al año siguiente. Además, tuvo unas participaciones esporádicas en las producciones basadas en la historia del Grupo 5, en la película Motor y motivo y la miniserie Puro corazón interpretándose a sí mismo. En 2012, participó por primera vez en las elaboraciones de los temas musicales de su banda musical con el sencillo El ritmo de mi corazón.[cita requerida]
Tras culminar sus estudios escolares, a los diecisiete años, viajó a Boston para estudiar en el Berklee College of Music. Tras 4 años de estudios, se graduó en 2015, con el grado de bachiller de escritura de música contemporánea y producción musical especializado en CWP. Tras su graduación grabó temas inéditos como «Pa' afuera», «Deudas y dolor», «Llorar llorar», «No lloro por ti», «Me vas a extrañar», «Cumbia y cerveza» y «Cambio mi corazón» siendo en este último posicionado como el video de cumbia peruana más reproducido en la plataforma YouTube.
Pero fue en 2015, cuando asume el rol de vocalista principal de la banda con la colaboración de la firma OneRPM. Durante su estadía lanzó: Homenaje a Élmer Yaipén y Amarte hasta la muerte.[cita requerida]
En el 2018, elaboró la nueva versión del tema «Parranda la Negrita» bajo su interpretación, que fue posicionado dentro del top Canciones del Año junto a otros artistas como Daddy Yankee, J Balvin, Nicky Jam, entre otros. Por el lado del género de cumbia, fue seleccionado junto a la banda Los Ángeles Azules dentro de la lista, como único representante peruano. 
A finales de 2019, participó en el festival musical Live in Madrid, que se llevó a cabo en la Plaza de Toros de la Cubierta de Leganés. En el año 2020, junto a la agrupación liberó el álbum El ritmo de mi corazón. 
En el 2021, participó en el disco Live in Perú del músico Tony Succar, donde lanzó la versión de «El ritmo de mi corazón» con Gian Marco, en el cual éste proyecto fue nominado a «Mejor álbum latino tropical» por los Premios Grammys. 
Prestó su colaboración con Eddy Herrera en 2022 para la regrabación del tema «Amor mío vuelve». 

### Otros proyectos
En 2018, fue parte del jurado en el Concurso Nacional de la Canción y de Logotipo para la Conmemoración del Bicentenario de la Independencia del Perú, organizado por el Ministerio de Cultura.
En 2020, realizó algunas colaboraciones como solista: participó en un cover de «Cuando pienses en volver» de Pedro Suárez-Vértiz, para el spot publicitario de la campaña de PromPerú Volver, así como en el tema «Bla, bla, bla» de Jorge Pardo de su álbum Dime si puedo encontrarte. También fue invitado en un concierto de Yahaira Plasencia para interpretar a dúo. En ese año realizó su primer arreglo de «Valicha» en idioma quechua para una sesión de música en línea.
En 2021, fue coentrenador del equipo de Eva Ayllón en el concurso La voz Perú de la televisora Latina Televisión. Posteriormente fue presentado como entrenador en su versión La voz kids, al igual que Joey Montana y Daniela Darcourt. Un año después, fue incluido con el mismo rol en la temporada 2022 de La voz Perú, donde volvió a trabajar con Ayllón y Darcourt, sumándose Noel Schajris al elenco.
Adicionalmente, debutó en su propio espacio radial Amor, cumbia y carnavales en la emisora de radio Nueva Q, basado en su espectáculo homónimo en el mes de carnaval.
En el 2023, fue parte de la elaboración del álbum Catarsis de la cantante Daniela Darcourt, siendo éste nominado en los Premios Grammys a «Mejor álbum de salsa», en el cual participó como compositor del tema «Nuestro amor».

## Vida personal
Yaipén mantiene una relación sentimental con Jenifer Henríquez, con quien tiene dos hijos.

## Discografía

### Álbumes con Grupo 5
- 2012: El ritmo de mi corazón
- 2017: ¡Élmer vive!
- 2018: Élmer vive 2018
- 2018: Teatro Gran Rex
- 2019: ¡Élmer vive! 2019
- 2019: Live in Madrid
- 2020: Élmer vive 2020
- 2020: Llorar, llorar[27]
- 2022: Amigo y algo más[28]
- 2023: Noche de oro
- 2023: Noche de oro

#### Canciones
- «Motor y motivo»
- «El ritmo de mi corazón» (junto a Gian Marco y Tony Succar)[29]
- «El ritmo de mi corazón»
- «Dices que te vas»
- «Número equivocado»
- «Qué pena»
- «Amarte hasta la muerte»
- «Me olvidé de tu amor»
- «Cambio mi corazón»
- «Mi propiedad privada»
- «Mi buen amor» (junto a César Vega)[30]
- «Sobredosis» (junto a Alberto Barros)[31]
- «Parranda la Negrita»
- «Parranda la cerveza»[32]
- «Me vas a extrañar»
- «Pa' fuera»
- «Deudas y dolor»
- «Cumbia y cerveza»
- «Llorar llorar»

### Sencillos como artista invitado
- «Cuando pienses en volver» (junto a otros artistas)[16]

## Créditos

### Cine
| Año  | Título         | Papel    | Ref.   |
| ---- | -------------- | -------- | ------ |
| 2009 | Motor y motivo | Él mismo | [ 33 ] |

### Televisión
| Año  | Título              | Canal              | Papel                        | Ref.   |
| ---- | ------------------- | ------------------ | ---------------------------- | ------ |
| 2010 | Puro corazón        | América Televisión | Él mismo                     | [ 34 ] |
| 2021 | La voz Perú         | Latina Televisión  | Co-entrenador del Equipo Eva | [ 35 ] |
| 2021 | La voz Kids         | Latina Televisión  | Entrenador                   | [ 36 ] |
| 2022 | Yo soy: 10 años     | Latina Televisión  | Jurado invitado              | [ 37 ] |
| 2022 | La voz Perú         | Latina Televisión  | Entrenador                   | [ 38 ] |
| 2023 | La voz Generaciones | Latina Televisión  | Entrenador                   |        |

### Radio
| Año  | Título                            | Emisora       | Papel   | Ref.   |
| ---- | --------------------------------- | ------------- | ------- | ------ |
| 2021 | Amor, cumbia y carnavales en casa | Radio Nueva Q | Locutor | [ 39 ] |

## Premios y nominaciones
| Año  | Premiación o galardón                        | Categoría                                    | Resultado | Ref.   |
| ---- | -------------------------------------------- | -------------------------------------------- | --------- | ------ |
| 2016 | Premios Q de Oro de Radio Nueva Q            | Mejor intérprete masculino de cumbia del año | Ganador   | [ 40 ] |
| 2017 | Premios Q de Oro de Radio Nueva Q            | Voz masculina del año                        | Ganador   | [ 41 ] |
| 2017 | Premios Q de Oro de Radio Nueva Q            | Chico Q del año                              | Ganador   | [ 41 ] |
| 2018 | Premios Karibeña                             | Voz revelación                               | Ganador   |        |
| 2020 | Reconocimiento de El reventonazo de la chola | Mejor cantante de cumbia del año             | Ganador   | [ 42 ] |
| 2020 | Premios Fama de La República                 | Mejor voz masculina de cumbia del año        | Ganador   | [ 43 ] |
| 2021 | Premios Q de Oro de Radio Nueva Q            | Chico Q del año                              | Ganador   | [ 44 ] |
| 2022 | Premios Q de Oro de Radio Nueva Q            | Voz masculina juvenil del año                | Ganador   | [ 45 ] |